# Montipora composita
Espèce
Montipora composita est une espèce de coraux appartenant à la famille des Acroporidae.